# Stary Wiązów (gromada)
Stary Wiązów – dawna gromada, czyli najmniejsza jednostka podziału terytorialnego Polskiej Rzeczypospolitej Ludowej w latach 1954–1972.
Gromady, z gromadzkimi radami narodowymi (GRN) jako organami władzy najniższego stopnia na wsi, funkcjonowały od reformy reorganizującej administrację wiejską przeprowadzonej jesienią 1954 do momentu ich zniesienia z dniem 1 stycznia 1973, tym samym wypierając organizację gminną w latach 1954–1972.
Gromadę Stary Wiązów z siedzibą GRN w Starym Wiązowie utworzono – jako jedną z 8759 gromad na obszarze Polski – w powiecie strzelińskim w woj. wrocławskim, na mocy uchwały nr 25/54 WRN we Wrocławiu z dnia 2 października 1954. W skład jednostki weszły obszary dotychczasowych gromad: Stary Wiązów, Wyszonowice i Zborowice ze zniesionej gminy Głęboka oraz Janowo, Kucharzowice i Księżyce ze zniesionej gminy Kowalów w tymże powiecie. Dla gromady ustalono 19 członków gromadzkiej rady narodowej.
1 stycznia 1959 siedzibę GRN gromady Stary Wiązów przeniesiono ze Starego Wiązowa do miasta Wiązowa w tymże powiecie, utrzymując nazwę gromady bez zmian.
1 stycznia 1960 do gromady Stary Wiązów włączono wsie Brożec i Częszyce ze zniesionej gromady Brożec w tymże powiecie.
Gromada przetrwała do końca 1972 roku, czyli do kolejnej reformy gminnej.